# 奥体中心站 (北京市)
奥体中心站是北京地铁8号线上的一座车站。车站位于北京市朝阳区亚运村街道北四环中路、北辰路交叉口北辰桥南侧，因靠近国家奥林匹克体育中心而得名。

## 位置
奥体中心站位于北京市朝阳区北辰路，在北四环与北辰桥交叉处以南。

## 历史
虽然在2008年7月19日，8号线在奥林匹克中心区内线路（当时称为奥运支线，北土城站至森林公园南门站区间，全长5.9公里）就已经开通，但是在整个奥运会和残奥会期间，奥体中心站（奥林匹克中心站）因采用奥运期间的客运组织方式都一直封闭，直到10月9日8号线对公众开放才正式启用。

## 结构

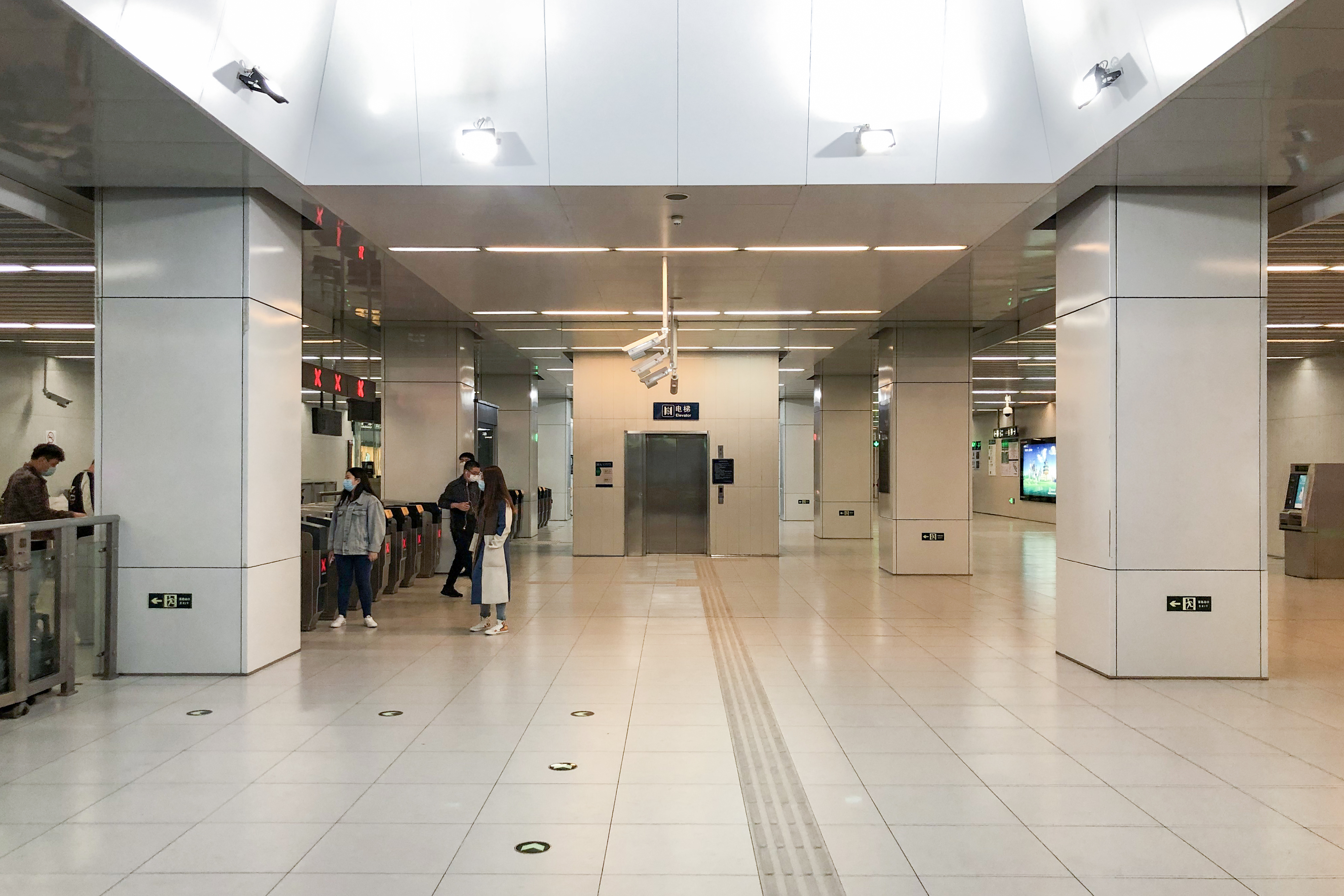
大堂（2021年4月摄）

奥体中心站是一座地下两层车站，地下一层为站厅层，地下二层站台是一座14m宽的岛式站台。
| 地面层          | 街道                    | B-D出入口                        |
| 地下一层 站厅层 | 站厅                    | 客务中心、自动售票机、进出站闸机 |
| 地下二层 站台层 |                         | █ 8号线往朱辛庄（奥林匹克公园）  |
| 地下二层 站台层 | 岛式站台，左側開门      |                                  |
| 地下二层 站台层 | █ 8号线往瀛海（北土城） |                                  |

## 车站装饰
奥体中心站接近奥运主场馆，车站内景以“运动元素”作为设计主题，车站浅蓝色的立柱上和屏蔽门上有抽象线条画出的各种奥运会项目的运动纹饰。车站吊顶采用三角形板立体拼接，与立柱顶部的三角形相连接，形成很强的空间感和运动感的立体造型，照明用射灯安插在立面与天花板的结合处，在天花板上造出多层次的光影变化。

## 出入口
车站内设3条出入通道，地上一共设4个出入口，车站北侧一条出入通道，在地上位于奥林匹克公园南面北辰桥南侧分东、西（B2、B1）两个出入口，车站南侧的东、西两侧各一条出入通道，接东南口（C）、西南口（D）另两个出入口，分别通往北辰路两侧的奥体中心和中华民族园。
|                               |        |                  |      |            |
| 编号                          | 指示   | 建议前往的目的地 | 照片 | 无障碍设施 |
| 出口 · B · 1                  |        | 国家游泳中心     |      | 不適用     |
| 出口 · B · 2 · 轮椅升降台标志 |        | 国家体育场       |      |            |
| 出口 · C · 升降机标志         | 北辰路 |                  |      |            |
| 出口 · D                      | 北辰路 |                  |      | 不適用     |
| 註： 設有 \| 設有輪椅升降台   |        |                  |      |            |